# Mieczysław Bochenek
Mieczysław Bochenek (ur. 29 listopada 1839 w Krakowie, zm. 30 lipca 1887 tamże) – polski prawnik, absolwent i wykładowca Uniwersytetu Jagiellońskiego.

## Życiorys
Syn Leona i brat Witolda Bochenka. W 1857 roku rozpoczął studia na Uniwersytecie Jagiellońskim. Przez dwa lata na wydziale filozoficznym, a potem na wydziale prawa i administracji.  Podczas studiów w roku akademickim 1862–1863 pełnił funkcję prezesa Bratniej Pomocy. W styczniu 1863 roku podjął działania w celu przyspieszenia zatwierdzenia statutu organizacji działającej jako Towarzystwo Wzajemnej Pomocy Uczniów Uniwersytetu Jagiellońskiego. W latach 1864–1867 był współpracownikiem krakowskiego Czasu. 20 lipca 1867 uzyskał stopień doktora praw i w tym samym roku podjął studia na Uniwersytecie w Heidelbergu. Potem studiował ekonomię polityczną w Paryżu. Po powrocie do kraju został zatrudniony jako wykładowca ekonomii politycznej na Uniwersytecie Jagiellońskim. Od 1871 roku prowadził też wykłady z austriackiego ustawodawstwa skarbowego. W 1875 roku otrzymał nominację na profesora nadzwyczajnego, a w 1883 roku na zwyczajnego. W roku akademickim 1884/1885 pełnił funkcję dziekana Wydziału Prawa i Administracji. Od 1872 roku pełnił funkcję radnego miasta Krakowa. Zmarł 30 lipca 1887 w Krakowie. Pochowany na cmentarzu Rakowickim w Krakowie.
Był żonaty z Heleną z Klickich, z którą miał czterech synów: Adama (1875–1913, lekarz), Bronisława (ur. 1873, inżynier rolnictwa), Lucjana (1878–1923, prawnik, rotmistrz ułanów Wojska Polskiego, połegły w zamieszkach krakowskich) i Mieczysława Tomasza (1881–1922, doktor praw, chorąży Legionów Polskich, podporucznik Wojska Polskiego, pośmiertnie odznaczony Krzyżem Niepodległości).